# Who's Next
Who's Next — музичний альбом гурту The Who. Виданий 31 липня 1971 року лейблом Polydor. Загальна тривалість композицій становить 43:36. Альбом відносять до напрямку хард-рок.
Альбом посідає 28 сходинку у Списку 500 найкращих альбомів усіх часів за версією журналу Rolling Stone

## Передумови
До 1970 року The Who мали як комерційний успіх, так і визнання критиків, однак, вони почали відділятися від своєї первісної аудиторії. Рух модів зник, а оригінальні шанувальники з Шеперд-Буша виросли з підліткового віку. Крім того, гурт почав «втрачати зв'язок» зі своїм менеджером Кітом Ламбертом, який був дуже заклопотаний справами свого лейбла, Track Records. Музиканти гастролювали з моменту випуску Tommy, протягом року виконуючи композиції з цього альбому, Піт Таунсенд розумів, що їм необхідно випустити щось нове. В 1970 році були видані сингл «The Seeker» і концертний альбом Live at Leeds, також був записаний міні-альбом із новим матеріалом («Water», «Naked Eye», «I Do not Even Know Myself», «Postcard» і «Now I'm a Farmer»), але в підсумку, музиканти вирішили відкласти його в «довгий ящик», так як на їх думку, він не відповідав рівню їх попередньої роботи.
Спочатку гурт працював над проектом під назвою Lifehouse. Його сюжет виростав із серії есе Таунсенда, які він писав для журналу Melody Maker в серпні 1970 року, о них він розмірковував про важливість рок-музики, і, зокрема, ролі аудиторії. Серед своїх колег по рок-цеху, Таунсенд був самим зацікавленим у використанні музики як комунікаційного інструменту, і хотів розширити свою сферу діяльністю в інші галузі мистецтва, в тому числі кіно, щоб піти від традиційної схеми альбом/турне. Музикант описував Lifehouse як футуристичну рок-оперу у вигляді записаного «вживу» концептуального альбому, а так само музику для супутнього фільму. Таунсенд описав основний сюжет опери в інтерв'ю для Disc and Music Echo: дія мала відбуватися в найближчому майбутньому, в соціумі, де заборонена музика і велика частина населення живе в «піддослідних костюмах» контрольованих урядом. Бунтар Боббі зламує мережу і транслює рок-музику в костюми, тим самим даруючи можливість людям позбутися контролю і очистити свою свідомість. Деякі елементи сюжету точно описували з'явилися в майбутнім технології; наприклад, «мережа» нагадує інтернет, а «мережа сновидінь» віртуальну реальність.
13 січня 1971 The Who провели прес-конференцію, де оголосили, що відіграють ряд концертів у театрі Young Vic. У ході цих виступів вони повинні були задіяти вигадані елементи з майбутнього проекту, за задумом гурту, глядачі повинні були стати інтерактивними учасниками цього шоу. Після того як Кіт Мун закінчив зйомки у фільмі 200 Мотель, The Who відіграли перший концерт, який відбувся 15 лютого. Під час шоу музиканти задіяли нову квадрофонічну систему оповіщення публіки, яка обійшлася їм в £30 000. Глядачі, в основному, були запрошені з різних організацій, таких як молодіжні клуби, у вільний продаж надійшло лише кілька квитків.

## Запис
Перша сесія Who's Next пройшла в будинку Міка Джаггера Stargroves на початку квітня 1971 року. Музиканти використовували мобільну студію Rolling Stones Mobile і записали мінусовку пісні «Will not Get Fooled Again», перш ніж вирішили переїхати в Olympic Studios, під керівництвом Гліна Джонса. Сесії розпочалися 9 квітня (роботою над треком «Bargain») і тривали протягом травня, за цей час гурт записав ряд треків: «Time is Passing», «Pure and Easy», «Love Is not for Keeping» (спочатку він мав більш хард-рокову структуру, але був перероблений в акустичний варіант), «Behind Blue Eyes», «The Song Is Over», «Let's See Action» і «Baba O'Riley». Нікі Гопкінс був запрошений як піаніст, а Дейв Арбус зіграв на скрипці в композиції «Baba O'Riley». Трек «My Wife» Джона Ентвісла був доданий на альбом вже в останню хвилину вже наприкінці сесій, спочатку бас-гітарист планував випустити його на своєму сольному альбомі.
На відміну від сесій в Record Plant і Young Vic, робота з Джонсом проходила в більш продуктивній атмосфері, тому що звукоінженер, в першу чергу, був націлений на досягнення гарного звучання, в той час як Ламберта завжди більше хвилював імідж гурту. Таунсенд згадував: «Ми були просто приголомшені звучанням, якого домігся Глін». Таунсенд використовував матеріал, складений раніше на синтезаторах, змінивши звучання клавішних в декількох режимах: додавши дроун-ефекти в декількох піснях, в першу чергу «Baba O'Riley» і «Won't Get Fooled Again», а також у «Bargain», «Going Mobile» і «The Song Is Over». Синтезатор був використаний як складова частина звання альбому, на відміну від поверхневих штрихів, поширених на альбомах виконавців того часу. Стиль ударника, Кіта Муна, зазнав змін, у порівнянні з попереднім диском гурту. Барабанщик грав у дусі ранніх записів, Хто — більш формальний, без довгих програшів — частково через наявність синтезаторів, але також через продюсерського Відін Джоса, який робив наголос на чистому виконанні, і погоджувався на «феєрію» ударних тільки при крайній необхідності, Джонс відіграв важливу роль у мотивації музикантів — вони повинні записати просто черговий альбом, вірячи, що всі пісні вийдуть чудовими. Гурт дав продюсеру карт бланш, у праві вибрати для пластинки будь пісні (записані під час сесій) і розташувати їх в довільному порядку. Незважаючи на ключовий внесок Джонса, в підсумку, він був відзначений тільки як співпродюсер запису. За словами Джонса, його ключовий внесок полягав в технічній галузі, а також створення більшої частини аранжувань на основі ранніх демозаписів Таунсенда.

## Список композицій
Автор музики і слів Піт Таунсенд, окрім «My Wife» Джона Ентвісла. 
| Перша сторона | Перша сторона            | Перша сторона                       | Перша сторона |
| #             | Назва                    | Вокал                               | Тривалість    |
| ------------- | ------------------------ | ----------------------------------- | ------------- |
| 1.            | «Baba O'Riley»           | Долтрі (куплети) Таунсенд (бридж)   | 5:08          |
| 2.            | «Bargain»                | Долтрі (куплети) Таунсенд (бридж)   | 5:34          |
| 3.            | «Love Ain't for Keeping» | Долтрі                              | 2:10          |
| 4.            | «My Wife»                | Ентвісл                             | 3:41          |
| 5.            | «The Song Is Over»       | Таунсенд (куплети) Долтрі (приспів) | 6:14          |

| Друга сторона | Друга сторона            | Друга сторона | Друга сторона |
| #             | Назва                    | Вокал         | Тривалість    |
| ------------- | ------------------------ | ------------- | ------------- |
| 6.            | «Getting in Tune»        | Долтрі        | 4:50          |
| 7.            | «Going Mobile»           | Таунсенд      | 3:42          |
| 8.            | «Behind Blue Eyes»       | Долтрі        | 3:42          |
| 9.            | «Won't Get Fooled Again» | Долтрі        | 8:32          |

## Додаткові твори на перевиданні 1995 року
1. «Pure And Easy» — 4:19
2. «Baby Don't You Do It» — 5:13
3. «Naked Eye» — 5:22
4. «Water» — 6:25
5. «Too Much Of Anything» — 4:24
6. «I Don't Even Know Myself» — 4:54
7. «Behind Blue Eyes» (alt. Версія) — 3:25

## Учасники запису
| The Who - Піт Таунсенд — композитор, вокал, клавішні, гітара |            |
| Технічний персонал                                           | Менеджмент |
| Технічний персонал                                           | Оформлення |

## Чарти
| Чарт (1971)                                  | Найвища позиція |
| -------------------------------------------- | --------------- |
| Australian Albums (Kent Music Report)        | 3               |
| Канада Canada Top Albums/CDs (RPM)           | 5               |
| Danish Albums (Hitlisten)                    | 3               |
| Нідерланди Dutch Albums (MegaCharts)         | 2               |
| Finnish Albums (Suomen virallinen lista)     | 9               |
| Німеччина German Albums (Offizielle Top 100) | 18              |
| Норвегія Norwegian Albums (VG-lista)         | 6               |
| Велика Британія UK Albums (OCC)              | 1               |
| США Billboard 200                            | 4               |

| Чарт (2013)                  | Найвища позиція |
| ---------------------------- | --------------- |
| Італія Italian Albums (FIMI) | 100             |

| Чарт (2014)                  | Найвища позиція |
| ---------------------------- | --------------- |
| US Billboard Top Pop Catalog | 7               |

| Чарт (2020)                                | Найвища позиція |
| ------------------------------------------ | --------------- |
| Бельгія Belgian Albums (Ultratop Wallonia) | 156             |

| Чарт (2023)                                  | Найвища позиція |
| -------------------------------------------- | --------------- |
| Австрія Austrian Albums (Ö3 Austria)         | 38              |
| Бельгія Belgian Albums (Ultratop Flanders)   | 173             |
| Бельгія Belgian Albums (Ultratop Wallonia)   | 30              |
| Німеччина German Albums (Offizielle Top 100) | 14              |
| Японія Japanese Albums (Oricon)              | 35              |
| Japanese Hot Albums (Billboard Japan)        | 46              |
| Іспанія Spanish Albums (PROMUSICAE)          | 77              |
| Swedish Physical Albums (Sverigetopplistan)  | 5               |
| Швейцарія Swiss Albums (Schweizer Hitparade) | 39              |

## Сертифікації
| Регіон | Сертифікація  | Продажі    |
| --- | ------------- | ---------- |
| Італія (FIMI) | Золотий       | 25 000*    |
| Велика Британія (BPI) release of 1993 | Платиновий    | 300 000    |
| США (RIAA) | 3× Платиновий | 3 000 000^ |
| *продажі, що базуються лише на сертифікаціях · ^відвантаження, що базуються лише на сертифікаціях · продажі+прослуховування, що базуються лише на сертифікаціях |               |            |